# Radiosveglia

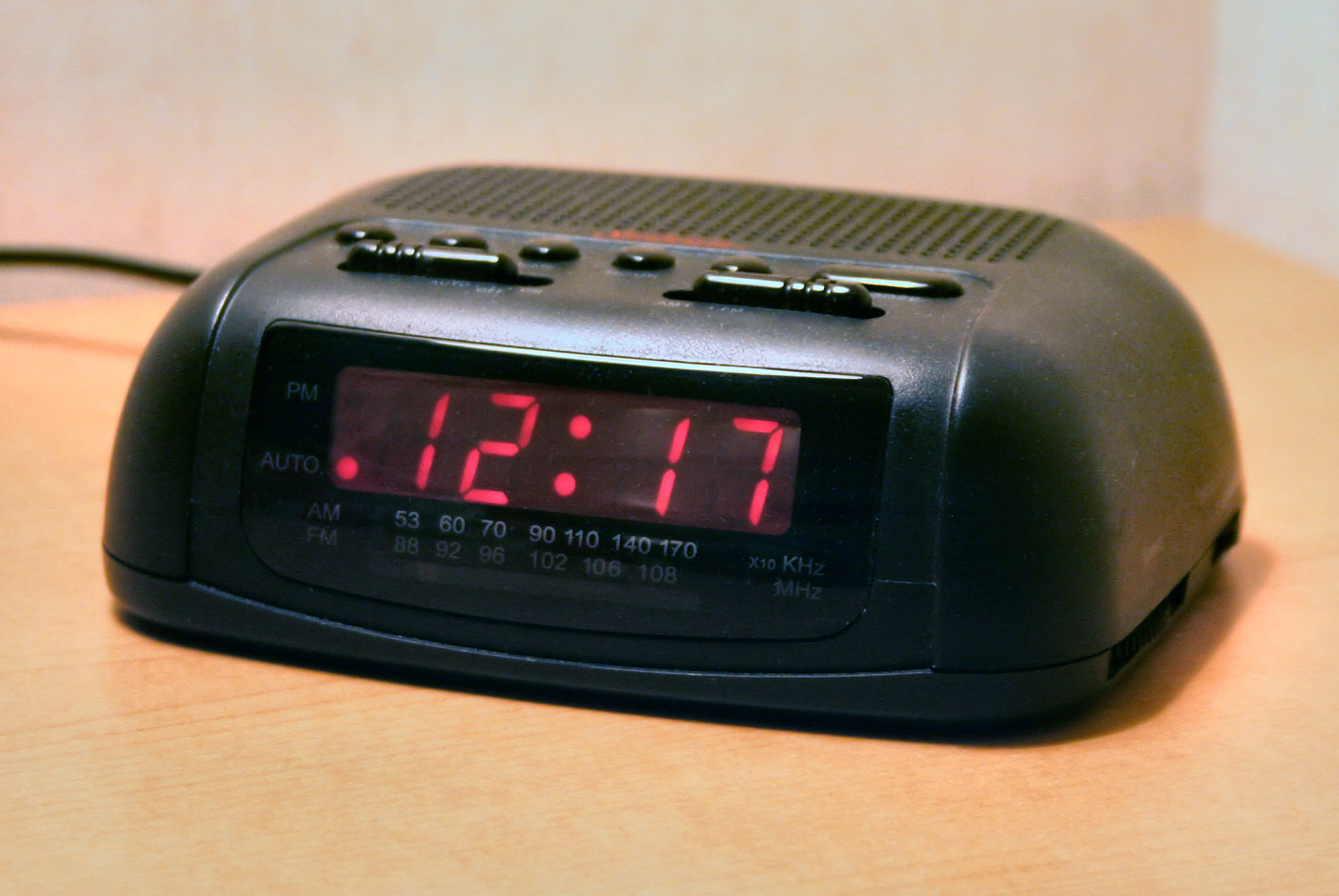
Tipica radiosveglia

La radiosveglia, anche scritto radio sveglia, è un apparecchio elettronico che combina le funzioni di una sveglia e di un sintonizzatore radio.
Sono generalmente alimentate dalla rete elettrica ma hanno una batteria per mantenere memorizzata l'ora in caso di mancanza di energia elettrica della rete. Qualche modello impiega al posto della batteria un condensatore di grande capacità, di conseguenza l'apparecchio non necessita del saltuario intervento sostitutivo della batteria; per contro, il tempo di mantenimento di alimentazione ai circuiti di memoria della radiosveglia è molto più breve.

## Funzioni
Lo scopo principale di una radiosveglia è di svegliare una persona in stato dormiente riproducendo la stazione radio prescelta, anziché il classico segnale acustico. Nonostante ciò, le radiosveglie possono essere impostate per riprodurre il classico segnale acustico.
Inoltre, una radiosveglia può essere utilizzata anche per ascoltare le stazioni radio. Infatti, la maggior parte delle radiosveglie ha un timer che permette di disattivare il sintonizzatore radio raggiunto un tempo fissato dalla persona.
Le moderne radiosveglie possono riprodurre musica in MP3, attraverso chiavette usb o collegandovi un lettore MP3.

## Il display
Le prime radiosveglie avevano un orologio analogico o un orologio digitale meccanico, mentre oggi hanno prevalentemente un orologio digitale a schermo a LED o a schermo LCD